# Quitman (Teksas)
Quitman je grad u američkoj saveznoj državi Teksas. Prema popisu stanovništva iz 2010. u njemu je živjelo 1.809 stanovnika.